# Sämi Weber
Sämi Weber (* 19. Juli 1964 in Horgen) ist ein Schweizer Kinderbuchautor.

## Leben
Sämi Weber wuchs in Horgen am Zürichsee auf. Er begann schon früh, eigene Geschichten zu schreiben und gab verschiedene Schülerzeitungen heraus. In seiner Freizeit baute er eine Radsportschule auf und unternahm mit den Kindern Velotouren durch die  Schweiz.
Nach der Ausbildung in einem Fachzeitschriftenverlag und Abstechern in die Werbung und in die PR arbeitete er während sechs Monaten als Kinderbetreuer auf einer Ranch in Florida, ehe er sich mit 24 Jahren als Texter und Autor selbständig machte.
Bei einem Besuch des Waldhüsli der St. Nikolausgesellschaft der Stadt Zürich bekam  Weber mit, wie der Esel die Dekoration aus Tannenästen frass. Er erzählte den Vorfall darauf bei verschiedenen Gelegenheiten, bis ihn ein Bekannter bat, die Geschichte auf Band zu sprechen.
In Zusammenarbeit mit dem Komponisten Chris Grunder und dem Illustrator Stefan Frey entstand darauf die Samichlaus-Geschichte Benjamin der Esel. Dank den Beziehungen von Chris Grunder gelang es dem Team, die Schweizer TV-Moderatorin Sandra Studer als Erzählerin zu verpflichten.
2007 und 2010 schrieb Sämi Weber eine Bühnenversion der bislang veröffentlichten Geschichten und brachte sie im Musical Bim Samichlaus dihei auf die Bühne.
Nach vier Geschichten äusserte der Nikki und Pieps Verlag den Wunsch nach weiteren Geschichten der beiden Samichlaus-Helfer Nikki und Pieps. In der Geschichte Harald der Hirsch (2013) lernen das Eichhörnchen und das Rotkehlchen den Osterhasen kennen und helfen seither auch ihm.
Neben Sandra Studer (Nikki), Barbara Kretz Fischer (Pieps), Rudolf Ruch (Schmutzli), Ernst Süss (Samichlaus) und Edward Piccin (Benjamin) machen bei den CDs regelmässig weitere bekannte Schweizer Künstler mit: Boni Koller (Schtärneföifi), Hanna Scheuring, Regi Sager, Ritschi, Urs Bosshardt, Viola Tami.

## Werke
- Benjamin der Esel (Samichlaus & Schmutzli). 2005
- Pieps das Rotkehlchen (Samichlaus & Schmutzli). 2007
- Sternestaub im Märlitram (Samichlaus & Schmutzli). 2008
- Bim Samichlaus dihei (Samichlaus & Schmutzli; Musical). 2010
- Nikki das Eichhörnchen (Samichlaus & Schmutzli). 2012
- Harald der Hirsch (Osterhase). 2013
- Samichlaus Der alte Mann (Samichlaus & Schmutzli). 2014
- Hannah das Huhn (Osterhase). 2015
- Santa der Weihnachtsmann (Samichlaus und Schmutzli). 2019

## Auszeichnungen
2015: goldige Chröndli der Vereinigung zur Förderung Schweizer Jugendkultur für die beste Erzählung 2015 (Samichlaus der alte Mann).